# Siculiana
Siculiana is een gemeente in de Italiaanse provincie Agrigento (regio Sicilië) en telt 4707 inwoners (31-12-2004). De oppervlakte bedraagt 40,6 km², de bevolkingsdichtheid is 116 inwoners per km².

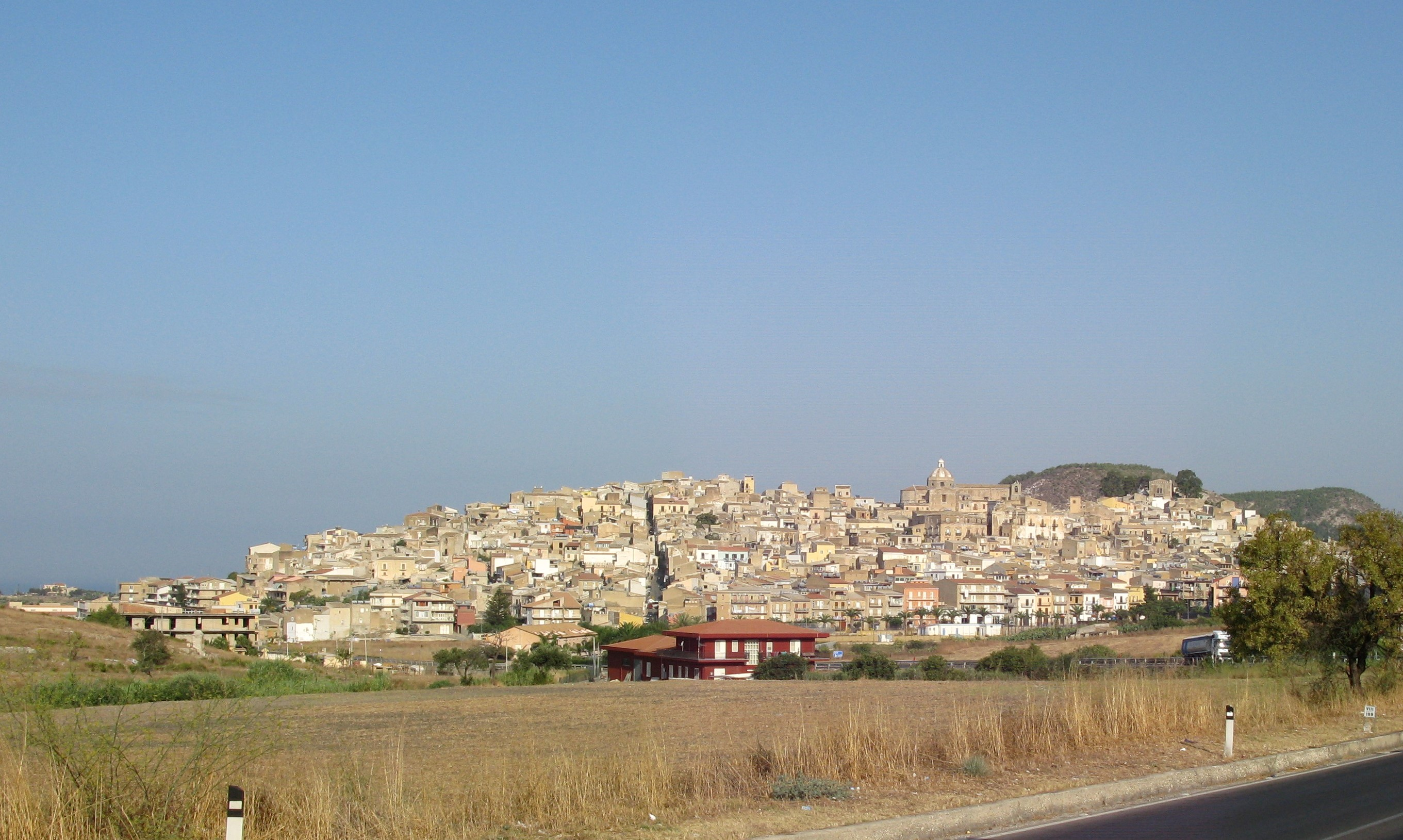
Siculiana

## Demografie
Siculiana telt ongeveer 1602 huishoudens. Het aantal inwoners daalde in de periode 1991-2001 met 5,6% volgens cijfers uit de tienjaarlijkse volkstellingen van ISTAT.
| Jaar | Inwoneraantal |
| ---- | ------------- |
| 1991 | 5070          |
| 2001 | 4786          |

## Geografie
De gemeente ligt op ongeveer 129 m boven zeeniveau.
Siculiana grenst aan de volgende gemeenten: Agrigento, Montallegro, Realmonte.